# Eleonora di Castiglia (infanta)
Eleonora di Castiglia (in spagnolo: Leonor de Castilla; 1256 – Perpignano, agosto 1275) fu un infanta di Castiglia.

## Biografia
Era la figlia di Alfonso X di Castiglia, e di sua moglie, Violante d'Aragona. I suoi nonni paterni erano Ferdinando III di Castiglia, e la sua prima moglie, Beatrice di Svevia, mentre quelli materni erano Giacomo I d'Aragona e Iolanda d'Ungheria.
Secondo Jaime Salazar y Acha, Eleonora nacque tra l'agosto 1256 e l'agosto 1257, anche se questo autore precisa che queste date sono basate sulle nascite degli altri fratelli dell'infanta, e può essere solo considerato affidabile se viene fornita credibilità ai dati forniti dal cronista Jofre de Loaysa. Manuel González Jiménez, nel frattempo, sostiene che Eleonora nacque probabilmente nel 1256, ma nel mese di luglio e in base alle le Annali Silenses, invece, nacque nel 1257.
Nel 1274 Eleonora, secondo Gutiérrez Baños, accompagnò il padre nel suo viaggio attraverso l'Europa per la sua elezione a imperatore del Sacro Romano Impero, ma alla fine i suoi tentativi non hanno avuto successo. Ballesteros Beretta afferma che forse l'infanta Eleonora e sua sorella, l'infanta Violante, fossero state offerte in matrimonio a Tommaso di Savoia nel contesto della ricerca di alleati che il re aveva bisogno di sostenere la sua candidatura alla corona del Sacro Romano Impero.

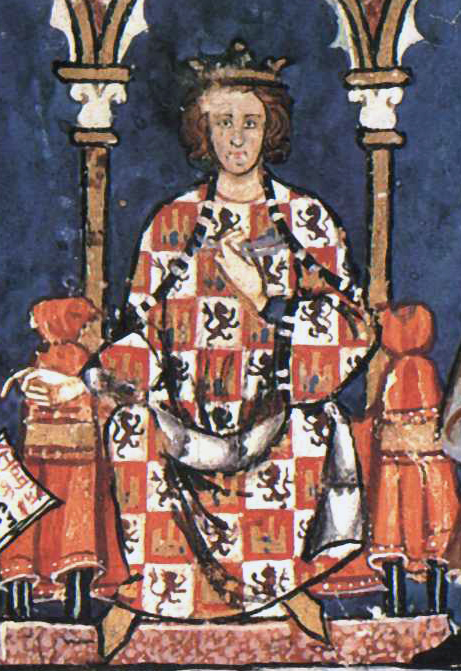
Miniatura medievale che rappresenta il re Alfonso X di Castiglia. Libro de los juegos.

In un passo della Crónica de Alfonso X si afferma erroneamente che l'Infanta Eleonora era sposata con il marchese di Monferrato, anche se si trattava dell'Infanta Beatrice di Castiglia, sorella di Eleonora, che aveva sposato il marchese Guglielmo VII di Monferrato. E in un passaggio del Memorias históricas del rey don Alonso el Sabio del marchese de Mondejar si afferma erroneamente che l'Infanta Eleonora era sposata con Diego López V d'Haro, signore di Vizcaya, ma in realtà la moglie di quest'ultimo era l'Infanta Violante di Castiglia, sorella di Eleonora.

### Morte
Eleonora morì nell'agosto 1275 a Perpignano, o nelle vicinanze di quella città, anche se Salazar y Acha afferma che morì nel settembre 1275 a Montpellier. Martínez Santamarta afferma che Eleonora, probabilmente, morì mentre stava raggiungendo Perpignano insieme alla madre e una parte della corte, mentre erano in viaggio per raggiungere il padre, che si trovava gravemente malato a Montpellier. E non v'è evidenza che proprio per raggiungere quest'ultima città il sovrano di Castiglia fosse stato informato della morte di sua figlia Eleonora e del nipote Alfonso Manuele, che era il figlio ed erede dell'Infante Manuele di Castiglia, fratello di Alfonso X.
Nel 1275  il re Alfonso X di Castiglia, oltre alla morte dell'Infanta Eleonora perse anche il suo figlio ed erede, il neonato Ferdinando de la Cerda, Sancho d'Aragona, che era arcivescovo di Toledo e fratello della regina Violante, e Nuño González de Lara. Inoltre, l'Infanta Eleonora morì senza aver raggiunto l'età di vent'anni e non ci sono prove che suo padre abbia raggiunto un accordo matrimoniale per sposarla.
Fu sepolta nel monastero di Santo Domingo de Caleruega. Nel 1917 durante degli esami dei resti dell'infanta si è constatato che il suo corpo era in buone condizioni, e che in vita doveva essere una donna alta e robusta.

## Ascendenza
|                             |                     |                         | Genitori                      |  |  | Nonni |  |  | Bisnonni           |  |  | Trisnonni             |  |
|                             |                     |                         |                               |  |  |       |  |  | Alfonso IX di León |  |  | Ferdinando II di León |  |
|                             |                     |                         |                               |  |  |       |  |  | Alfonso IX di León |  |  | Ferdinando II di León |  |
|                             |                     | Urraca del Portogallo   |                               |  |  |       |  |  | Alfonso IX di León |  |  |                       |  |
| Ferdinando III di Castiglia |                     |                         |                               |  |  |       |  |  | Alfonso IX di León |  |  |                       |  |
|                             |                     | Berenguela di Castiglia | Alfonso VIII di Castiglia     |  |  |       |  |  |                    |  |  |                       |  |
|                             |                     | Berenguela di Castiglia | Alfonso VIII di Castiglia     |  |  |       |  |  |                    |  |  |                       |  |
|                             |                     | Berenguela di Castiglia | Eleonora d'Inghilterra        |  |  |       |  |  |                    |  |  |                       |  |
| Alfonso X di Castiglia      |                     | Berenguela di Castiglia |                               |  |  |       |  |  |                    |  |  |                       |  |
|                             |                     | Filippo di Svevia       | Federico Barbarossa           |  |  |       |  |  |                    |  |  |                       |  |
|                             |                     | Filippo di Svevia       | Federico Barbarossa           |  |  |       |  |  |                    |  |  |                       |  |
|                             |                     | Filippo di Svevia       | Beatrice di Borgogna          |  |  |       |  |  |                    |  |  |                       |  |
| Beatrice di Svevia          |                     | Filippo di Svevia       |                               |  |  |       |  |  |                    |  |  |                       |  |
|                             |                     | Irene Angelo            | Isacco II Angelo              |  |  |       |  |  |                    |  |  |                       |  |
|                             |                     | Irene Angelo            | Isacco II Angelo              |  |  |       |  |  |                    |  |  |                       |  |
|                             |                     | Irene Angelo            | Irene                         |  |  |       |  |  |                    |  |  |                       |  |
| Eleonora di Castiglia       |                     | Irene Angelo            |                               |  |  |       |  |  |                    |  |  |                       |  |
|                             | Pietro II d'Aragona | Alfonso II d'Aragona    |                               |  |  |       |  |  |                    |  |  |                       |  |
|                             | Pietro II d'Aragona | Alfonso II d'Aragona    |                               |  |  |       |  |  |                    |  |  |                       |  |
|                             | Pietro II d'Aragona | Sancha di Castiglia     |                               |  |  |       |  |  |                    |  |  |                       |  |
| Giacomo I d'Aragona         | Pietro II d'Aragona |                         |                               |  |  |       |  |  |                    |  |  |                       |  |
|                             |                     | Maria di Montpellier    | Guglielmo VIII di Montpellier |  |  |       |  |  |                    |  |  |                       |  |
|                             |                     | Maria di Montpellier    | Guglielmo VIII di Montpellier |  |  |       |  |  |                    |  |  |                       |  |
|                             |                     | Maria di Montpellier    | Eudocia Comnena               |  |  |       |  |  |                    |  |  |                       |  |
| Violante d'Aragona          |                     | Maria di Montpellier    |                               |  |  |       |  |  |                    |  |  |                       |  |
|                             |                     | Andrea II d'Ungheria    | Bela III d'Ungheria           |  |  |       |  |  |                    |  |  |                       |  |
|                             |                     | Andrea II d'Ungheria    | Bela III d'Ungheria           |  |  |       |  |  |                    |  |  |                       |  |
|                             |                     | Andrea II d'Ungheria    | Agnese di Chatillon           |  |  |       |  |  |                    |  |  |                       |  |
| Iolanda d'Ungheria          |                     | Andrea II d'Ungheria    |                               |  |  |       |  |  |                    |  |  |                       |  |
|                             |                     | Iolanda di Courtenay    | Pietro II di Courtenay        |  |  |       |  |  |                    |  |  |                       |  |
|                             |                     | Iolanda di Courtenay    | Pietro II di Courtenay        |  |  |       |  |  |                    |  |  |                       |  |
|                             |                     | Iolanda di Courtenay    | Iolanda di Fiandra            |  |  |       |  |  |                    |  |  |                       |  |
|                             |                     | Iolanda di Courtenay    |                               |  |  |       |  |  |                    |  |  |                       |  |